# Sarcome utérin
 Mise en garde médicale
Les sarcomes utérins forment un groupe de tumeurs malignes qui proviennent du muscle lisse ou du tissu conjonctif de l'utérus.

## Signes et symptômes
Des saignements inhabituels ou postménopausiques peuvent être le signe d'une tumeur maligne, y compris un sarcome utérin, et doivent être étudiés. D'autres signes comprennent des douleurs pelviennes, une pression et un écoulement inhabituel. Un utérus non enceinte qui grossit rapidement est suspect. Cependant, aucun des signes n'est spécifique. Aucun test de dépistage spécifique n'a été mis au point. Le test de Papanicolaou, qui est un test de dépistage du cancer du col de l'utérus, n'est pas conçu pour détecter un sarcome utérin.

## Histologie
Les entités tumorales comprennent les léiomyosarcomes, les sarcomes stromaux de l'endomètre, les carcinosarcomes et les «autres» sarcomes.
- Si la lésion provient du stroma de la muqueuse utérine, il s'agit d'un sarcome stromal de l'endomètre,
- Si la cellule musculaire utérine est à l'origine, la tumeur est un léiomyosarcome utérin,
- Les carcinosarcomes comprennent à la fois des composants épithéliaux malins et sarcomateux malins.

## Diagnostic

### Classification
Les léiomyosarcomes sont désormais classés en utilisant le système de stadification FIGO 2009  (auparavant ils étaient classés comme des carcinomes de l'endomètre) au moment de la chirurgie.
- Stade I: la tumeur est limitée à l'utérus

IA: ≤5 cm dans la plus grande dimension
IB:> 5 cm
- Stade II: la tumeur s'étend au-delà de l'utérus, mais dans le bassin

IIA: concerne les annexes de l'utérus
IIB: implique d'autres tissus pelviens
- Stade III: la tumeur s'infiltre dans les tissus abdominaux

IIIA: 1 site
IIIB:> 1 site
IIIC: métastase ganglionnaire régionale
- Stade IVA: envahit la vessie ou le rectum
- Stade IVB: métastases à distance (y compris les ganglions lymphatiques intra-abdominaux ou inguinaux; à l'exclusion des annexes, des tissus pelviens et abdominaux)

Les sarcomes stromaux de l'endomètre et les adénosarcomes utérins sont classés comme ci-dessus, à l'exception de différentes classifications pour les tumeurs de stade I.
- Stade I: la tumeur est limitée à l'utérus

IA: limité à l'endomètre / endocervix
IB: envahit <½ myomètre
IC: envahit ≥½ myomètre
Enfin, les tumeurs mixtes malignes de Müller, un type de carcinosarcome, sont classées de la même manière que les carcinomes de l'endomètre.
- Stade I: la tumeur est limitée à l'utérus

IA: envahit <½ myomètre
IB: envahit ≥½ myomètre
- Stade II: envahit le stroma cervical, mais pas d'extension au-delà de l'utérus
- Stade III: diffusion locale et / ou régionale

IIIA: envahit la séreuse utérine et / ou les annexes
IIIB: atteinte vaginale et / ou paramétriale
IIIC: métastases aux ganglions lymphatiques pelviens et / ou paraaortiques
IIIC1: ganglions pelviens positifs
IIIC2: ganglions lymphatiques para-aortiques positifs
- Stade IVA: envahit la vessie et / ou la muqueuse intestinale
- Stade IVB: métastases à distance (y compris métastases intra-abdominales et / ou ganglions lymphatiques inguinaux)

## Épidémiologie
Les sarcomes utérins sont rares, parmi toutes les tumeurs malignes du corps utérin, seulement 4% environ seront des sarcomes utérins. En général, la cause de la lésion n'est pas connue, mais les patients ayant des antécédents de rayonnement pelvien sont plus à risque. La plupart des tumeurs surviennent après la ménopause. Les femmes qui prennent du tamoxifène à long terme courent un risque plus élevé.